# Terbangan-groep
Een Terbangan-groep of Terbangan-ensemble is een Javaans type muziekformatie in Indonesië, dat ook door Javaanse Surinamers werd geïntroduceerd in Suriname en later ook in Nederland.
De groep bestaat uit een koortje dat zich begeleidt met muziekinstrumenten als bekkens en tamboerijnen (terbangans). Van oorsprong worden er religieuze islamitische liederen gezongen en was het ritme in het algemeen hetzelfde, omdat het om het uitdragen van de boodschap ging. Later ontwikkelden het repertoire en de begeleiding zich, waardoor het religieuze karakter alleen nog tot uitdrukking komt doordat een optreden om middernacht wordt onderbroken voor een voordracht uit de koran.
De terbangen-ensembles zijn in Suriname te delen in de terbangen-cilik / terbangen-kencring, waarbij tamboerijnen en een bedug worden gebruikt, en een terbangen-gede / terbangen-maulad nabi, waarbij een kendang en een aantal handtrommen worden gebruikt.